# Windows 95
Windows 95 (kodno ime Chicago) je Microsoftov operacijski sistem z grafičnim uporabniškim vmesnikom, namenjen domačim uporabnikom. Izšel je 24. avgusta 1995 in svojega predhodnika, Windows 3.1, nadgradil s številnimi novostmi, v sistemu Windows v veliki meri prisotnimi še danes, kot so opravilna vrstica, gumb in meni Start ter Raziskovalec Windows. Windows 95 je spojil dotlej ločena Microsoftova sistema Windows in MS-DOS, kot tudi s 16-bitne prešel na večopravilno 32-bitno arhitekturo.
Tri leta po izidu je Windows 95 nasledila nova izdaja Windows 98. Razširjena podpora za Windows 95 se je iztekla z 31. decembrom 2001.

## Razvoj
Med razvojem je bil Windows 95 znan kot Windows 4.0 ali pod kodnim imenom Chicago.
Prototip menija Start se je prvič pojavil v izgradnji 58 (Chicago build 58). Funkcije menija Start so bile razdeljene v tri gumbe. Nadaljnje izgradnje Chicago so te tri gumbe združile v gumb Start, kot ga poznamo danes. V izgradnji 58 so je pojavile tudi bližnjice, ki jih je Chicago imenoval povezave.

### Beta
Že pred uradno izdajo sistema so imeli uporabniki v ZDA in Združenem kraljestvu priložnost preskusiti predogledno izdajo Windows 95. Beta izdaja na 3,5-palčnih disketah, ki je stala 19,95 $/£, je vključevala brezplačen predogled Microsoftovega omrežja MSN. Predizdajne različice so pretekle novembra 1995, nakar so njihovi uporabniki morali kupiti izvod končne izdaje Windows 95.

### Izid
Izid končne različice sistema Windows 95 je Microsoft pospremil z izredno obsežno reklamno kampanjo. Med drugim je Microsoft skupini Rolling Stones plačal za uporabo pesmi "Start Me Up" ("Start" se navezuje na meni Start), po nekaterih navedbah med 8 in 14 milijonov dolarjev. Posnet je bil 30-minutni promocijski video, v katerem sta igrala Jennifer Aniston in Matthew Perry. V New Yorku so ob izdaji osvetlili nebotičnik Empire State Building v barvah logotipa sistema Windows, v Torontu je bil s stolpa CN Tower obešen 100 metrov dolg oglas za Windows 95, medtem ko je v Veliki Britaniji Microsoft plačal natis 1,5 milijona brezplačnih izvodov časopisa The Times. Microsoft je za celotno reklamno kampanjo plačal 300 milijonov dolarjev (226 milijonov evrov).
Windows 95 se je izkazal za prodajno uspešnega, saj je bilo že po prvih štirih dneh prodanih milijon izvodov.

## Uporabniški vmesnik
Windows 95 je predstavil popolnoma nov uporabniški vmesnik, katerega številne komponente tudi v novejših različicah sistema Windows ostajajo v osnovi nespremenjene.
Lupina je bila na novo zasnovana na metafori "namizja", ki je postalo mesto za ikone bližnjic do programov, map in datotek. Medtem ko je Windows 3.1 prikazoval delujoče programe kot ikone na namizju, je bila v sistemu Windows 95 uvedena opravilna vrstica na dnu zaslona, v kateri so bili programi prikazani kot gumbi. Kot nov način za zaganjanje programov in odpiranje datotek je bil uveden meni Start, odprt z uporabo gumba Start v opravilni vrstici. Meni je obdržal hierarhično strukturo svojega predhodnika, upravitelja programov iz sistema Windows 3.1, pretvorjeno v menije in podmenije. Upravitelja datotek (File Manager) je zamenjal Raziskovalec (Windows Explorer).
Po izidu sistema Windows 95 (in Windows NT 4.0) je bil Internet Explorer 4 na voljo kot neobvezna posodobitev, znana kot "Windows Desktop Update", ki je v uporabniški vmesnik integrirala nove funkcije, povezane z Internet Explorerjem. Novosti te posodobitve so kasneje postale uporabniški vmesnik Windows 98. Windows 95 je bil tudi prvi sistem Windows, ki je zahteval serijsko številko med namestitvijo. 
Šestsekundni zvok ob zagonu sistema je zložil britanski glasbenik Brian Eno. 

## Arhitektura
Windows 95 podpira tehnologijo Plug-and-Play, ki samodejno namesti gonilnike za priključene naprave.

### Dolga imena
Windows 95 je predstavil 32-bitni dostop datotek. To je omogočilo hitrejše delovanje in daljša imena datotek (do 255 znakov).

## Različice
| Različica             | Verzija                            | Datum izida       | Internet Explorer | USB podpora | FAT32 podpora | UDMA podpora |
| --------------------- | ---------------------------------- | ----------------- | ----------------- | ----------- | ------------- | ------------ |
| Windows 95 končna     | 4.00.950                           | 1995              | ✗                 | ✗           | ✗             | ✗            |
| Windows 95 končna SP1 | 4.00.950A                          | 31. december 1995 | 2.0               | ✗           | ✗             | ✗            |
| OEM Service izid 1    | 4.00.950A                          | 1996              | 2.0               | ✗           | ✗             | ✗            |
| OEM Service izid 2    | 4.00.950B (4.00.1111)              | 1996              | 3.0               | ✗           | ✓             | ✓            |
| OEM Service izid 2.1  | 4.00.950B (4.03.1212 or 4.03.1214) | 1996              | 3.0               | ✓           | ✓             | ✓            |
| OEM Service izid 2.5  | 4.00.950C (4.03.1214)              | 1997              | 4.0               | ✓           | ✓             | ✓            |

## Sistemske zahteve
- Procesor: Intel 80386 DX kakršnekoli hitrosti
- Pomnilnik: 8 megabajtov
- Prostor na trdem disku: 50 megabajtov
- Grafična kartica: VGA ali boljša
- Druga oprema: Microsoft Mouse ali združljiva kazalna naprava

## Življenjski ciklus
Microsoft je ukinil podporo 31. decembra 2001.